# Nyctemera fallax
Nyctemera fallax är en fjärilsart som beskrevs av Butler 1898. Nyctemera fallax ingår i släktet Nyctemera och familjen björnspinnare. Inga underarter finns listade i Catalogue of Life.